# Teatro Provvisorio

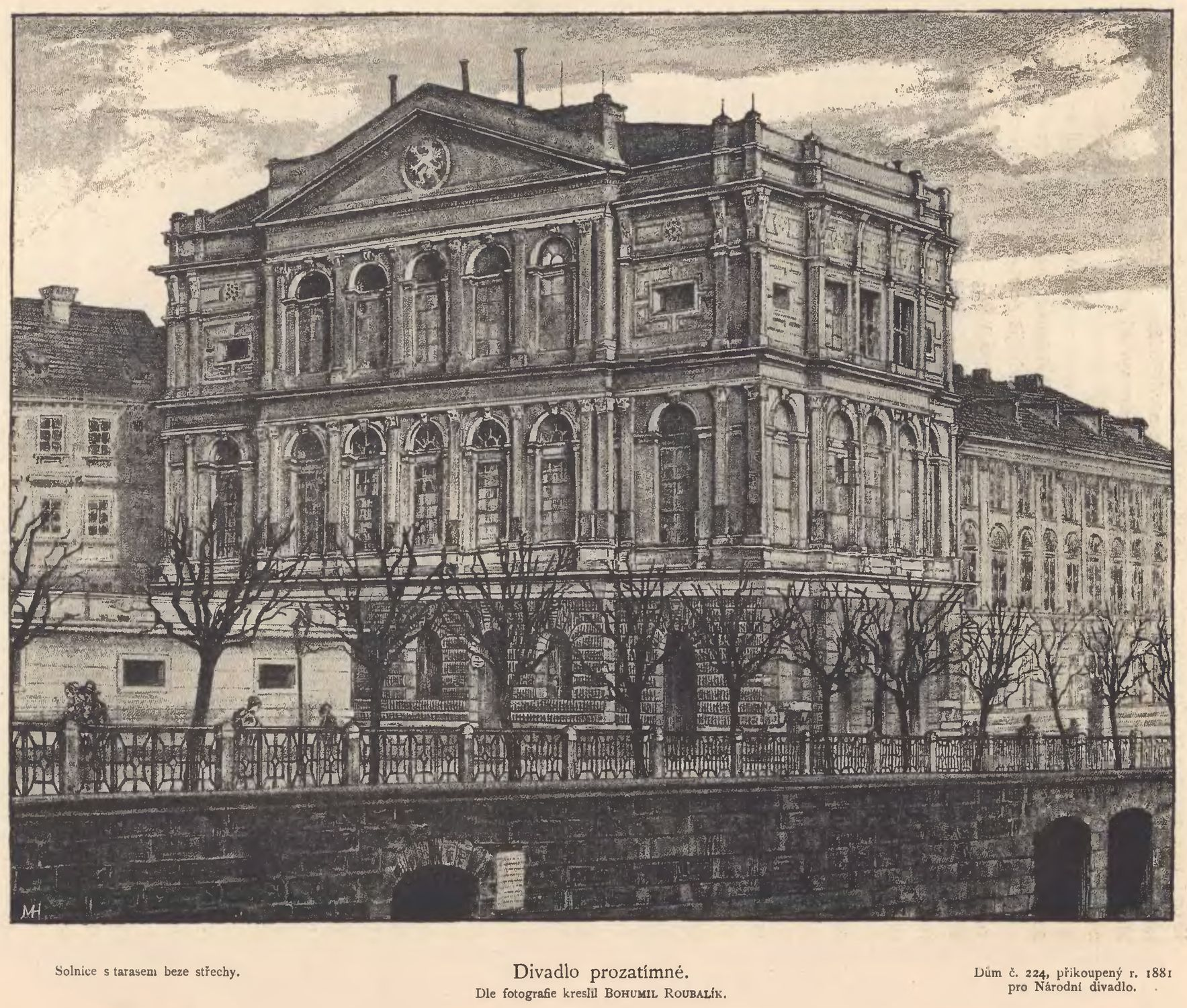
Il Teatro Provvisorio di Praga in un disegno dell'epoca.

Il Teatro Provvisorio di Praga (in lingua ceca Prozatímní divadlo) venne costruito nel 1862 come teatro provvisorio per la rappresentazione di prosa e opere liriche ceche in attesa che venisse costruito un teatro ceco permanente che affiancasse le scene destinate alla lingua tedesca.
Venne inaugurato il 18 novembre 1862 e rimase in esercizio per i venti anni seguenti, durante i quali vennero realizzate 5.000 rappresentazioni. Fra il 1866 ed il 1876 vennero rappresentate quattro opere di Bedřich Smetana, compresa La sposa venduta. L'edificio del Teatro Provvisorio venne poi incorporato nella struttura del Teatro Nazionale di Praga, che venne inaugurato l'11 giugno 1881.